# Mister Brasil Mundo 2001
O Mister Brasil Mundo 2001 ocorreu na cidade de Jaboatão dos Guararapes, Pernambuco. No evento houve a escolha simultanea do Mister Brasil e da Miss Mundo Brasil 2001, vencido por Joyce Aguiar, de São Paulo. Gustavo Gianetti, representante do Rio de Janeiro, foi o vencedor do Mister Brasil e concorreu no Mister Mundo em 2003 e se tornou o único brasileiro a vencer o certame que aconteceu no dia 9 de agosto em Londres, Inglaterra.

## Resultados
- Mister Brasil Mundo 2001: Gustavo Gianetti -  Rio de Janeiro
- Segundo Lugar: Goiás  - Gustavo Leão
- Terceiro Lugar: Pernambuco  - Walter Baracho
- Quarto Lugar: Paraíba  - Guilhermino Fechine
- Quinto Lugar: Amazonas  - Leonardo Ramos - Manhunt Brasil 2001
- Sexto Lugar: Roraima  - Leonardo Muniz
- Sétimo Lugar:  São Paulo  - Rogério Assumpção
- Oitavo Lugar: Rio Grande do Sul  - Alex Nunes - Manhunt Brasil 2005 e Manhunt Brasil 2006
- Nono Lugar:  Paraná  - Leandro Karan
- Décimo Lugar: Pará  - Anderson de Brito

## Candidatos
| <spanEstado         | Candidato            |
| Acre                | Rafael Pacheco       |
| Alagoas             | José Carlos Medeiros |
| Amapá               | Nagib Abdelnor       |
| Amazonas            | Leonardo Ramos       |
| Bahia               | Ricardo Matos        |
| Distrito Federal    | Eduardo de Paula     |
| Espírito Santo      | Nelcites Cruz        |
| Goiás               | Gustavo Leão         |
| Mato Grosso         | Romeu Jacovas        |
| Mato Grosso do Sul  | Luiz Ferraz          |
| Minas Gerais        | Raymundo Venâncio    |
| Pará                | Anderson de Brito    |
| Paraíba             | Guilhermino Fechine  |
| Paraná              | Leandro Karan        |
| Pernambuco          | Walter Baracho       |
| Piauí               | Thiago Ribeiro       |
| Rio de Janeiro      | Gustavo Gianetti     |
| Rio Grande do Norte | Marqueony Marques    |
| Rio Grande do Sul   | Alex Nunes           |
| Rondônia            | Alex Marcantonio     |
| Santa Catarina      | Marcos Teixeira      |
| São Paulo           | Rogério Assumpção    |
| Sergipe             | Antonio MAtos        |
| Tocantins           | Vitor Hugo           |

Estados que não tiveram representantes:
- Ceará
- Maranhão
- Roraima